# Themistoclesia vegasana
Themistoclesia vegasana är en ljungväxtart som beskrevs av A. C. Smith. Themistoclesia vegasana ingår i släktet Themistoclesia och familjen ljungväxter. Inga underarter finns listade i Catalogue of Life.